# Regalizm
Regalizm – termin oznaczający generalnie politykę zakładającą mniejszą lub większą ingerencję państwa w działalność Kościoła, niezwiązaną stricte z religią. W praktyce znalazła ona bardzo różne zastosowania.
Najważniejsze z nich to: kontrola publikacji aktów władz kościelnych (dekrety, pastorały, bulle papieskie itp.) za pomocą poświadczenia nazywanego placet lub exequatur; kontrola relacji pomiędzy papieżem a lokalnymi władzami kościelnymi; rewizja słuszności sentencji sądów kościelnych; ustawodawstwo restrykcyjne (ewentualnie aż do zniesienia) wobec zakonów religijnych; restrykcje w nabywaniu własności kościelnej i zarządzaniu nią (ustawa "martwej ręki"); kontrola nad majątkiem kościelnym (podatki, administracja wpływów z nieobsadzonych urzędów, konfiskata); ingerencja w mianowanie biskupów i ogólnie w przyznawaniu urzędów i dóbr kościelnych.
Z perspektywy historycznej regalizm można uważać za system pośredni pomiędzy "teokracją", która dążyła do podporządkowania państwa Kościołowi, a "cezaropapizmem", stawiającym sobie za cel sprawowanie władzy nad Kościołem przez świeckiego monarchę. W przeciwieństwie do tych dwóch skrajnych systemów regalizm zakłada współzależność osobnych potęg i dlatego też przeciwstawia się rozdziałowi państwa od Kościoła.
Ten umiarkowany charakter doktryny sprawia, że regalizm jest podatny na wiele wariantów oraz możliwych gradacji. Kolejnym z jego założeń, jeśli nie natury czysto prawnej, to przynajmniej polityczno-moralnej, jest fakt, że państwo stosujące regalizm uznaje za panującą religię wyznanie Kościoła, nad którym sprawuje władzę (Kościół państwowy), w ten sposób broniąc nawzajem swoich interesów.
Z teoretycznego punktu widzenia zwykło się rozróżniać regalizm wyznaniowy i świecki. Dlatego można powiedzieć, że system regalistyczny należy zasadniczo do przeszłości: dwa stulecia jego rozkwitu w państwach katolickich to wieki XVII i XVIII.